# Station Arvika
Station Arvika is een spoorwegstation in de Zweedse stad Arvika. Het station werd geopend op 11 oktober 1867 en ligt aan de Värmlandsbanan. Het station ligt ten zuiden van het centrum van de stad, tegen het meer Kyrkviken aan.
Station Arvika is een intercitystation aan de lijn Stockholm - Oslo.

## Verbindingen
| Serie | Treinsoort              | Route                                                                                            | Bijzonderheden |
| ----- | ----------------------- | ------------------------------------------------------------------------------------------------ | --- |
| 70    | Stoptrein (VTAB)        | (Kongsvinger – ) Charlottenberg – Arvika – Kil – Karlstad – Kristinehamn ( – Degerfors – Örebro) | Een aantal treinen per dag vanaf Kongsvinger en tot Örebro. Stopt beperkt op de haltes Ås, Lerot, Ottebol, Brunsberg en Lene. |
| 70    | Hogesnelheidstrein (SJ) | Stockholm – Hallsberg – Karlstad – Arvika – Oslo                                                 | Twee treinen per dag tot Oslo, anders tot Karlstad of Arvika. De treinen tot Oslo vallen onder de noemer 'intercity'.         |